# Cyprinodon alvarezi
Cyprinodon alvarezi foi uma espécie de peixe da família Cyprinodontidae.
Foi endémica da México.